# Hugo Neisser
Hugo Neisser, nacido como Hugo Carl Paul Neisser, (Striegau, Prusia; 6 de diciembre de 1870- Santiago de Chile; 20 de mayo de 1938) fue un destacado empresario hotelero y comerciante industrial. Hijo de Robert Neisser, herrero, y Josefa Pohl, ama de casa, ambos de religión católica, Neisser desempeñó un papel significativo en el ámbito empresarial de Chile.
Neisser, de formación inicial como encuadernador, se destacó como propietario del distinguido Hotel Miramar de Llolleo, San Antonio, Chile, que inauguró en el año 1916. Además, fue el propietario del taller de encuadernación "Nueva Encuadernación Alemana" y la "Fábrica de Cajas de Cartón Hugo Neisser", fundados en Santiago de Chile en 1898.

## Biografía

### Primeros años de vida
Nació el 6 de diciembre de 1870, hijo de Robert Neisser —herrero— y Josefa Pohl, en la ciudad de Striegau (hoy Strzegom), perteneciente al histórico ducado de Silesia (Schlesien), región que formó parte del Imperio Alemán, antes Prusia, hoy Polonia. El apellido Neisser correspondía al gentilicio de la ciudad Silesia de Neisse, de donde provenía su abuelo Anton Neisser, mundialmente conocida hasta 1945 por los panes de jengibre navideños «Neisser Konfekt». 
La llegada a Chile se produjo en 1891 tras abandonar Alemania a sus 20 años, donde debido a su baja estatura (1 metro 56 centímetros) a temprana edad comprendió que le sería difícil destacar en una carrera militar o similar en su país, e impulsado al mismo tiempo por un deseo de conocer y encontrar un nuevo campo para desarrollar sus actividades en el rubro de la encuadernación, oficio que había aprendido en Alemania. 

### Vida Laboral
Se estableció primeramente en Santiago, donde luego de trabajar por 7 años en un taller como dependiente, funda en el año 1898 su propio taller de encuadernación "Nueva Encuadernación Alemana" y "Fábrica de Cajas de Cartón Hugo Neisser", llegando a ser una de las fábricas más importantes del país, por los capitales invertidos y el máximo grado de perfección que distinguió a sus productos, convirtiéndose en proveedor de gran parte del comercio e industrias a lo largo de Chile, de envases de cartón, especialmente cajas para perfumería y otros usos. Sus almacenes y talleres se ubicaron en el barrio céntrico y comercial de Santiago, en calle Rosas 921, 934 y 941, y en ellos se confeccionó toda clase de obras de cartonaje, libros en blanco, encuadernación y cajas de cartón. Sus productos fueron recomendados por su presentación artística y la calidad de sus materiales.
En el año 1929 se instala en el subterráneo de la Biblioteca Nacional de Santiago, hoy Sala Fray Camilo Henríquez, la imprenta y el taller de encuadernación de la Biblioteca Nacional. Varios maestros especialistas trabajon en el taller, marcando un alto estándar en la calidad de los libros que se imprimían y encuadernaban. La jefatura la ejerció el alemán Hugo Neisser. Las máquinas se trajeron también desde Alemania.

### Familia y nacionalización
Casado en Chile con Margarita del Carmen Villavicencio, Hugo Neisser tuvo 6 hijos: Marta, Ana, Carlos, Blanca, Elsa y Olga, todos Neisser Villavicencio, quienes cursaron sus estudios en el primer Colegio Alemán (Deutsche Schule) de Santiago, cuyas instalaciones se encontraban en la calle Almirante Barroso. En 1931, luego de 40 años de trabajo en Chile, donde formó su familia y fortuna, dando trabajo, a su vez, a más de 85 personas, le fue concedida la nacionalidad chilena, como agradecimiento a la que consideró su segunda patria.   

"Nací en Striegau, Silesia, Alemania, el año 1870, pero muy joven aún, tenía 20 años, abandoné mi país, impulsado por el deseo de conocer, al mismo tiempo que por el deseo de encontrar un campo más propicio para desarrollar mis actividades en la lucha por la vida, y me establecí en Chile. Este pueblo que brinda hospitalaria acogida a los extranjeros, al punto de hacerlos olvidar por momentos su propia patria, produjo en mí, extraño ascendiente. Llegué y ya no pensé en regresar" -(lo haría sólo con motivo de vacaciones, existiendo el registro de un viaje realizado a Alemania en el año 1928, junto a su familia chilena, en la página web www.ancestry.de)-. "Más tarde hubo de ser mayor mi arraigo, pues contraje matrimonio con una chilena, doña Margarita del Carmen Villavicencio, de cuyo matrimonio he tenido varios hijos. Actualmente, después de 40 años de permanencia en Chile, he logrado consolidar una situación, tanto social como comercial, que me satisface ampliamente. Poseo desde largos años una fábrica de cajas de cartón en calle Rosas 941, siendo dueño de la propiedad en que está ubicada la fábrica y de otra situada en el balneario de Llolleo. Compréndase entonces, que considere a Chile como mi segunda patria y que hoy, cuando ya declino en la carrera de mi vida, tengo 60 años, guiado por un sentimiento de gratitud y afecto, quiera legitimar el vínculo que me une a esta tierra generosa. Para ello impetro la carta de nacionalización a que, según el Decreto Ley Nº 747, me he hecho acreedor."  - Solicitud de nacionalidad chilena, 3 de junio de 1931

De acuerdo a informe emitido por Carabineros de Chile, con fecha 12 de junio de 1931, como requisito previo a la obtención de la nacionalidad chilena, de las investigaciones practicadas por dicha Institución, se comprueba que don Hugo Neisser Pohl, es digno que se le conceda la gracia que solicita, por las siguientes razones: Haberse comprobado ser una persona de buen vivir, trabajadora y de buenos antecedentes, recomendando al solicitante las siguientes personas: Luciano Lambelet, comerciante domiciliado en Llolleo (dueño del Gran Hotel Llolleo); Augusto Falco, industrial (dueño de fábrica de perfumes Falco), domiciliado en calle Central N.º 16; José Villasante, sastre (dueño de Sastrería José Villasante Hnos Ltda. - El Corte Inglés), domiciliado en calle Puente 693; Ernesto Mex, encuadernador (dueño de A. de Mex y Cía.), domiciliado en San Antonio 421; y Germán y Ricardo Vial Z (testigos).  

### Fallecimiento
Luego de su fallecimiento en Santiago, el 20 de mayo de 1938, a los 67 años de edad, sus restos descansan en la bóveda-mausoleo de la familia Neisser Villavicencio, en el patio 59 Caffarena del Cementerio General de Santiago, lugar en donde destaca una estatua (busto) que inmortaliza su figura, a modo de agradecimiento y sentido homenaje de sus familiares, amigos y colaboradores, quienes mantuvieron el recuerdo de su legado en misas posteriores de aniversario de su fallecimiento "en recuerdo del distinguido caballero sin tacha que prematuramente desapareció de esta vida, dejando un recuerdo imborrable por sus virtudes". Existió durante la década de 1940 en Santiago un club deportivo "Hugo Neisser" en su recuerdo. Su único hijo varón, Carlos, continuó con el negocio de su padre, ampliando el rubro a la producción de cartón acanalado para techos "Neisser", estableciendo nuevos locales  "Neisser e Hijos", en calle Teatinos 975 y 983 en Santiago Centro, y una última fábrica de cartón que bautizó como "Santa Margarita" en calle Santa Clara 202, comuna de La Cisterna. 

## Carrera en el Turismo

### Hotel Miramar de Llolleo
El 23 de noviembre de 1911, Neisser adquirió una parte del Fundo Llolleo a la familia del poeta Vicente Huidobro, como consta en una Escritura Pública archivada en el Archivo Nacional de Chile. En estos terrenos, estableció el elegante "Hotel Miramar de Llolleo", ubicado en un enclave al que inicialmente se llegaba en coches a caballo o carretas tiradas por bueyes. En esos tiempos Llolleo destacaba por la tranquilidad y belleza de su entorno, el clima privilegiado y su proximidad a Santiago.
El hotel estaba situado en la calle Magallanes N.º 1 (actualmente ocupada por el Colegio Fernández León), en proximidad al estero San Pedro (El Sauce) y su respectivo puente, a dos cuadras de la Estación de Ferrocarril de Llolleo y a tres cuadras de la playa. Estaba ubicado junto al que fuera el "Gran Hotel Llolleo" (Hacia la calle Zorobabel Rodríguez, fundado en 1915 por los señores Cabrera y Nef, luego adquirido por Luciano Lambelet y finalmente por Federico Stäger Signer).
Poseía 4 pisos y contaba con 60 grandes habitaciones, un lujoso comedor, una completa biblioteca y dos bonitas terrazas con vista al mar; convirtiéndose en el sitio preferido de las reuniones sociales del balneario, alcanzando a cumplir 30 años de existencia en la historia de Llolleo, hasta su desaparición como hotel a mediados de los años '40. En la actualidad los descendientes de Hugo Neisser conservan recuerdos que heredaron del hotel (servicios de plata alemanes del restaurante grabados con el nombre "Hotel Miramar Llolleo" y libros de su biblioteca en alemán, con el logo del hotel).

### Impulso al turismo
Se valora el impulso y visión que tuvo Hugo Neisser, en los inicios del turismo y la hotelería en Chile, tras la llegada del ferrocarril, en los tiempos en que el país no disponía de un servicio de turismo organizado desde el Estado y sólo algunas entidades privadas comenzaban a impulsar la industria del turismo nacional, entre las que se encontraban la "Asociación de Propaganda Internacional de Chile", a partir de 1916, junto a asociaciones de automovilistas que nacían en Valparaíso y Santiago. 
Fue justamente a partir de 1916, coincidiendo con el año de fundación del Hotel Miramar de Llolleo y la "Sociedad Nacional de Fomento del Turismo", organismo privado fundado al año siguiente (1917), que se tuvo como preocupación en el país, promover el viaje de turismo a través de la organización de paseos, la elaboración de folletos publicitarios y la colaboración con los propietarios hoteleros, entre los que se encontraba Hugo Neisser (el Estado sólo comenzó a desarrollar la difusión turística desde 1927, año en que fundó la "Sección de Turismo del Ministerio de Fomento", que buscaba fomentarlo mediante la capacitación, la mejora de los sistemas de transportes y la construcción de hoteles); por lo que hasta bien entrada la década de 1920, todo el peso de la organización y difusión de la actividad turística recayó sobre emprendedores privados, como lo fue Hugo Neisser.